# Franciaország vasúti közlekedése

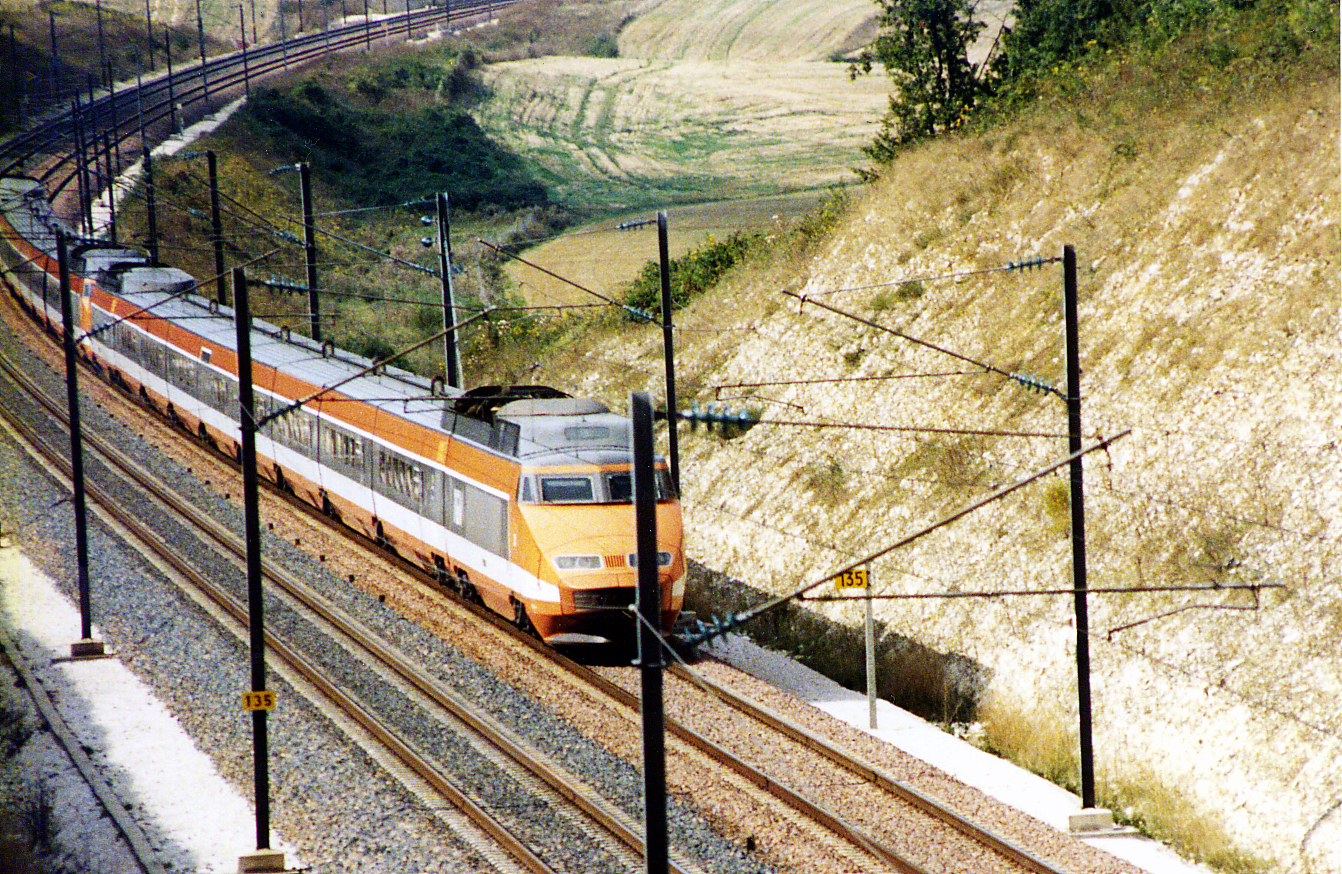
TGV motorvonat az eredeti narancssárga festéssel

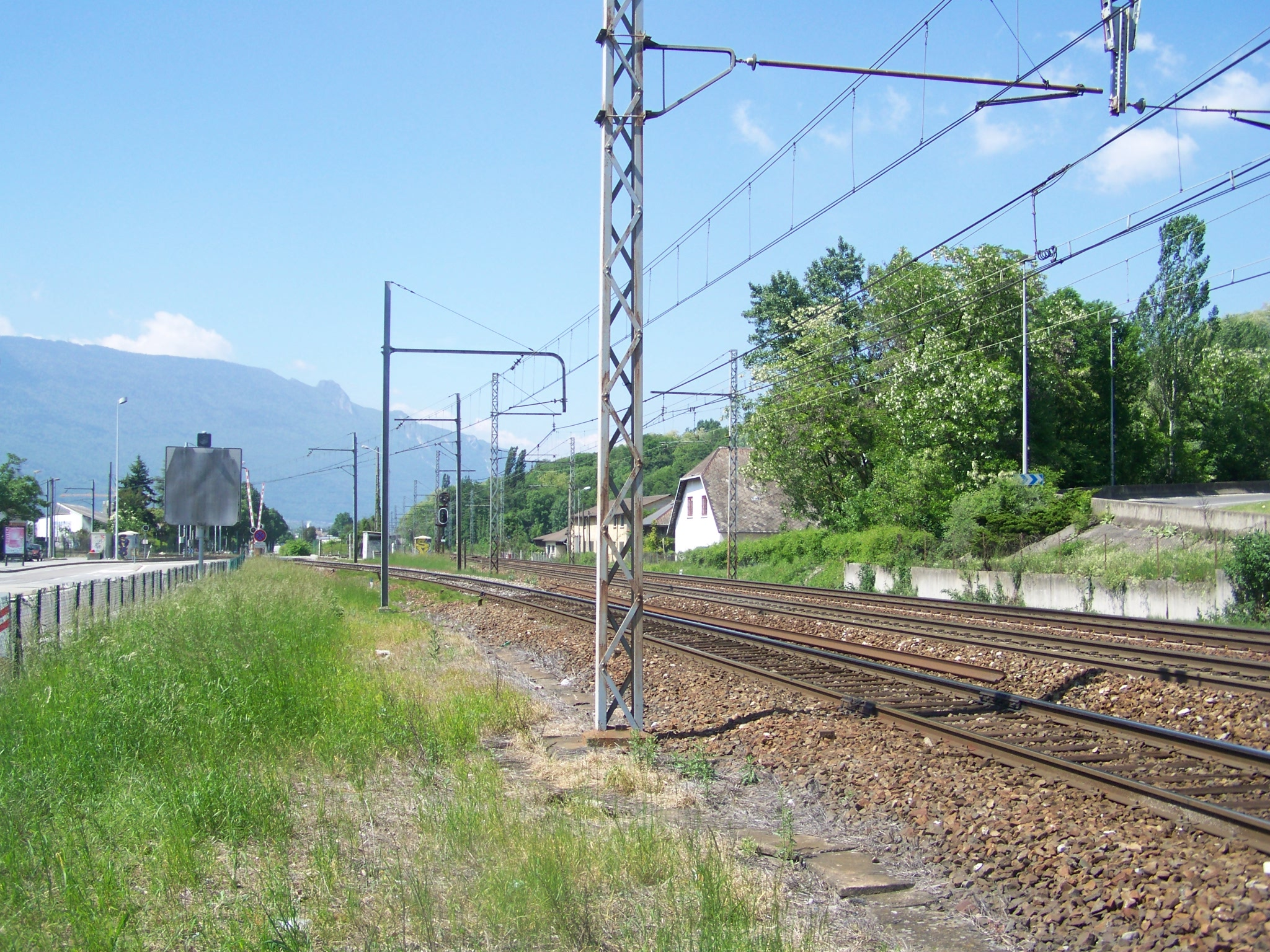
Vasútvonal Franciaországban

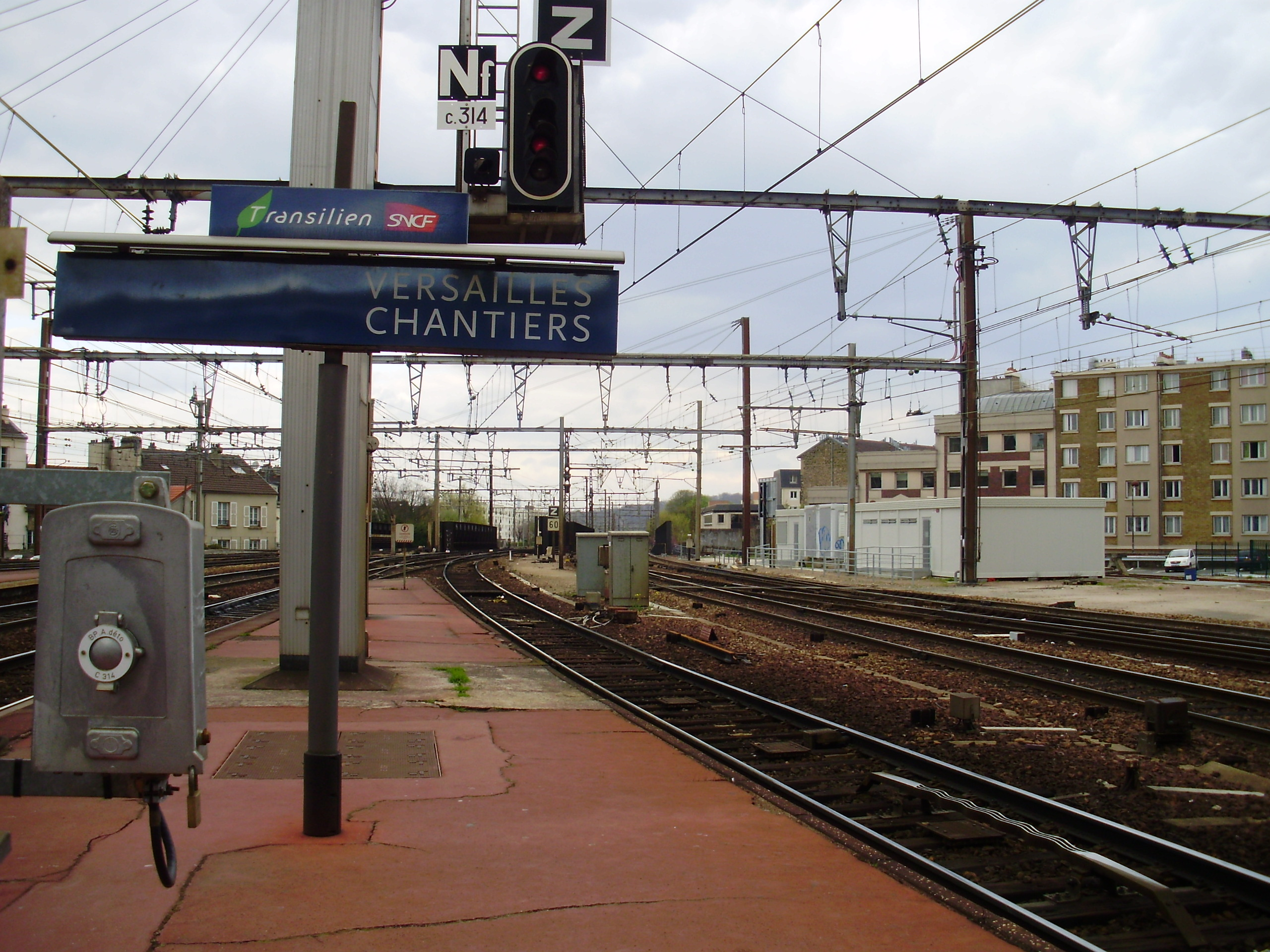
Versailles vasútállomása

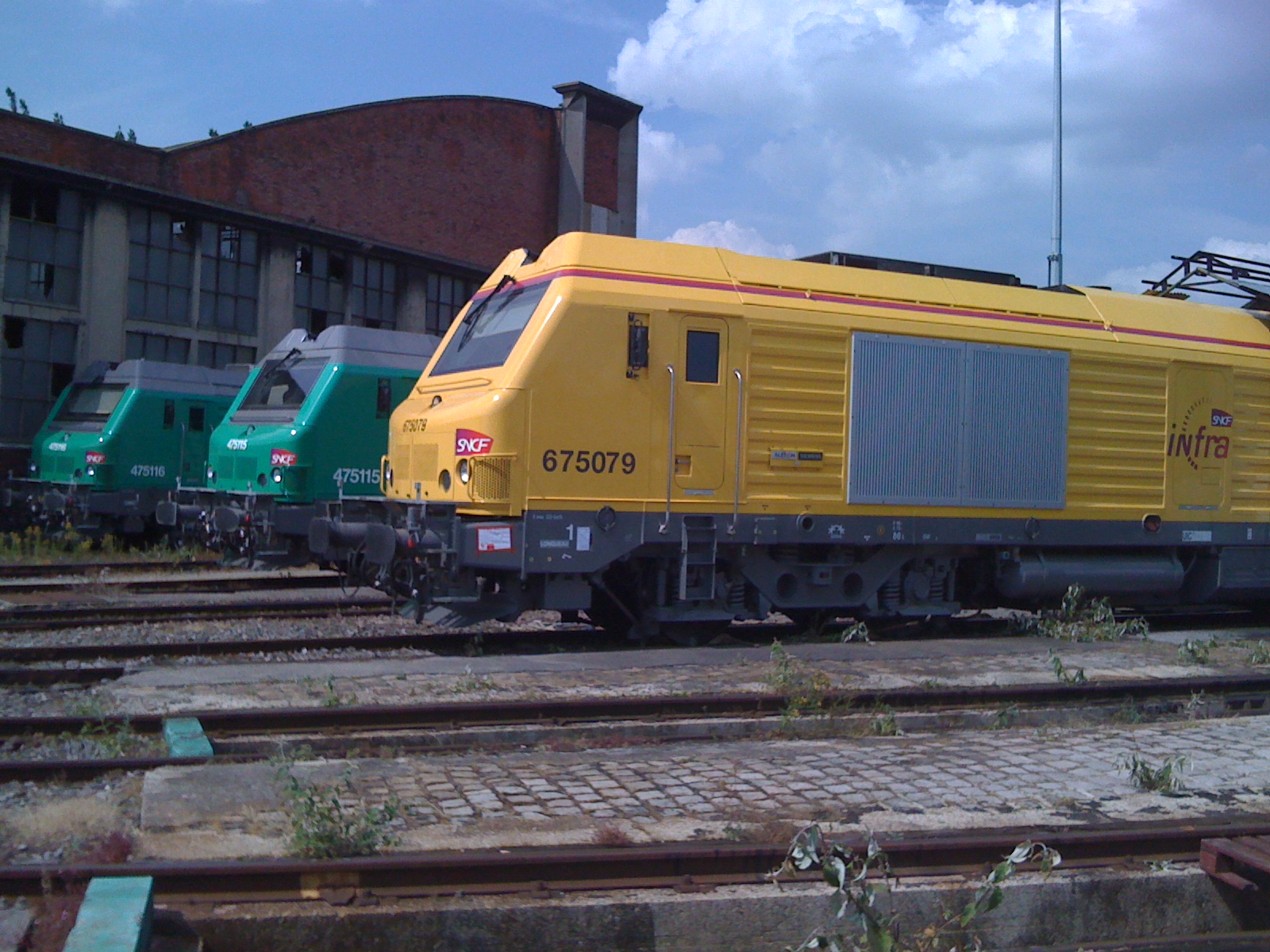
Villamosmozdonyok

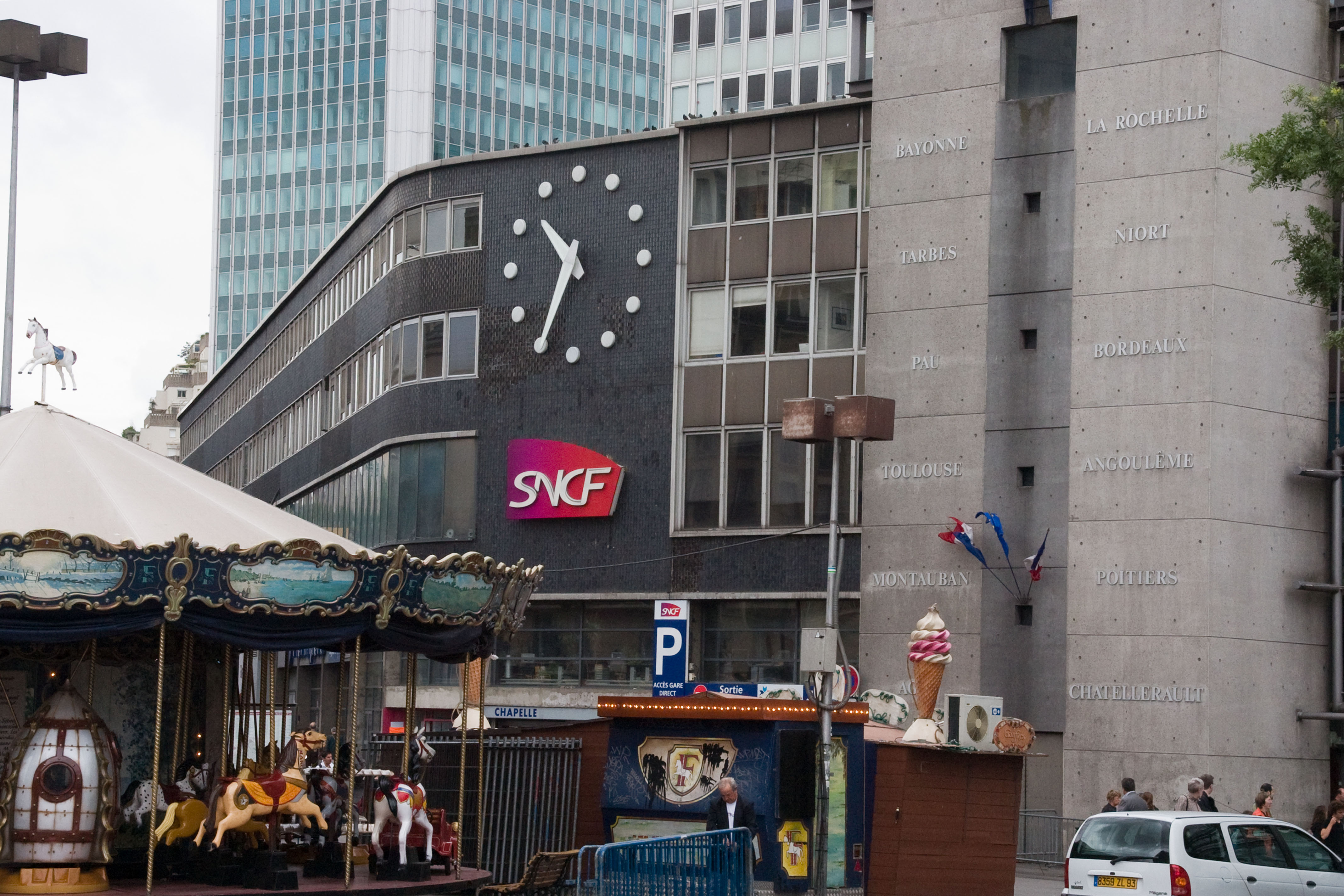
Paris Gare Montparnasse

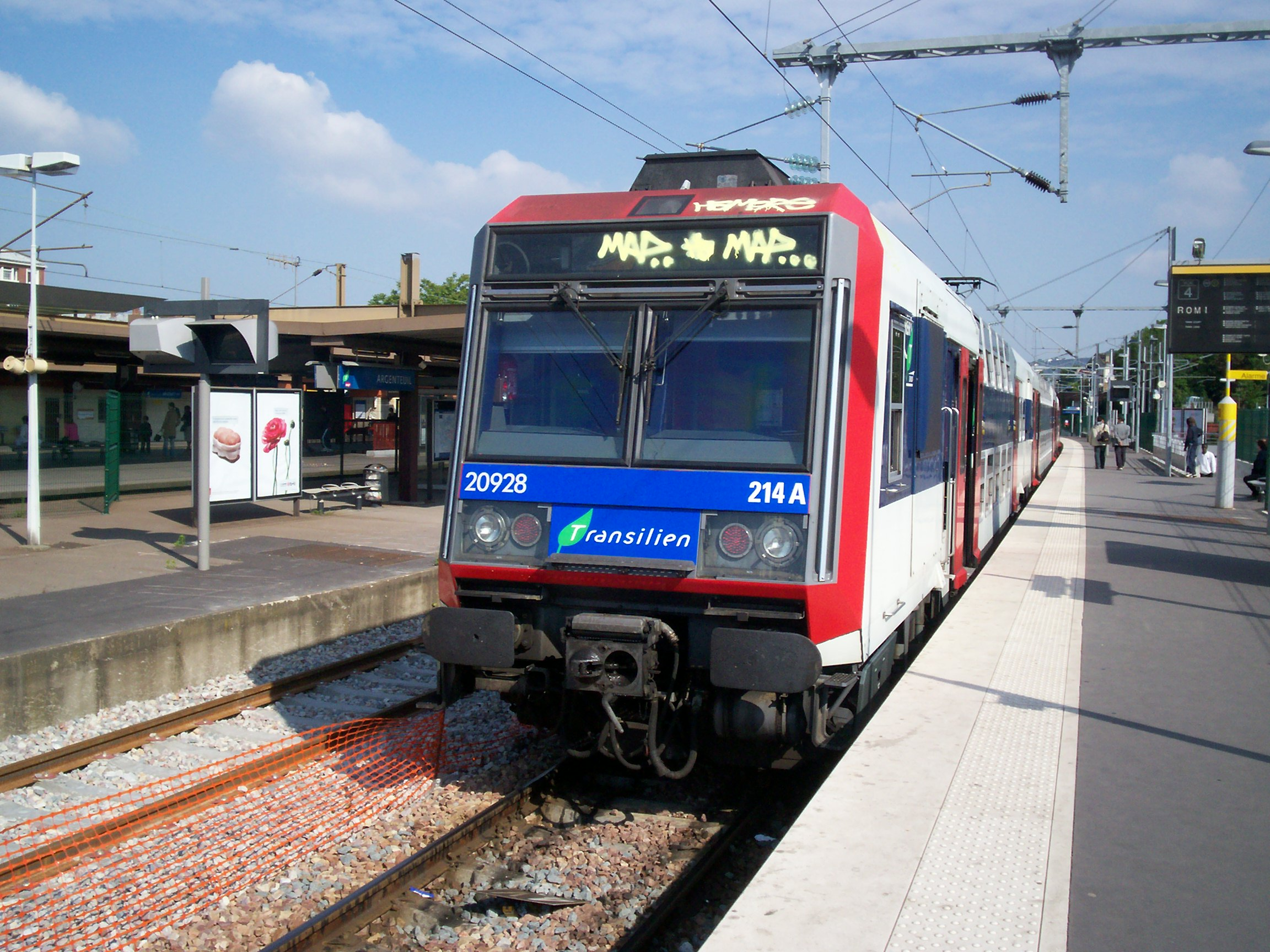
A párizsi RER

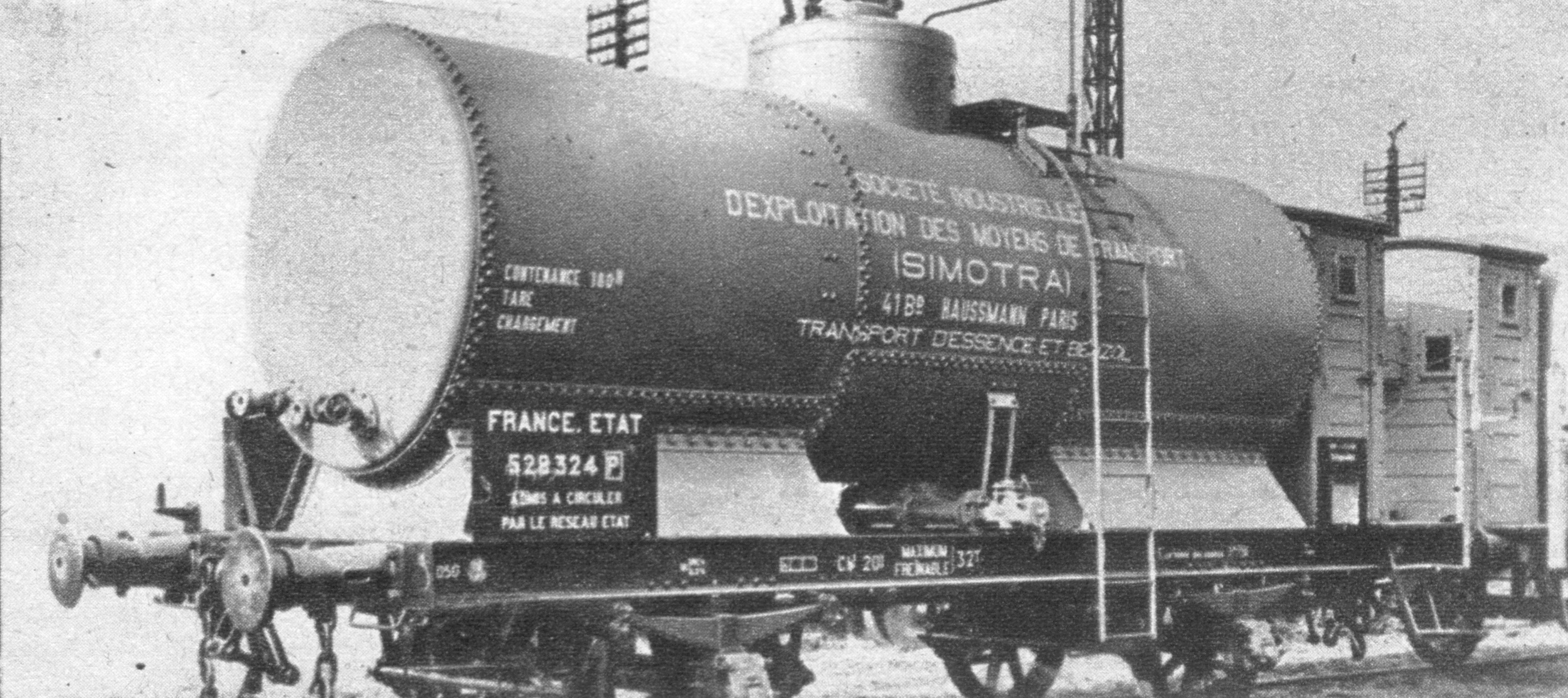
A Magyar Vasúti Forgalmi Rt. franciaországi tartálykocsi-parkjának ezredik kocsija

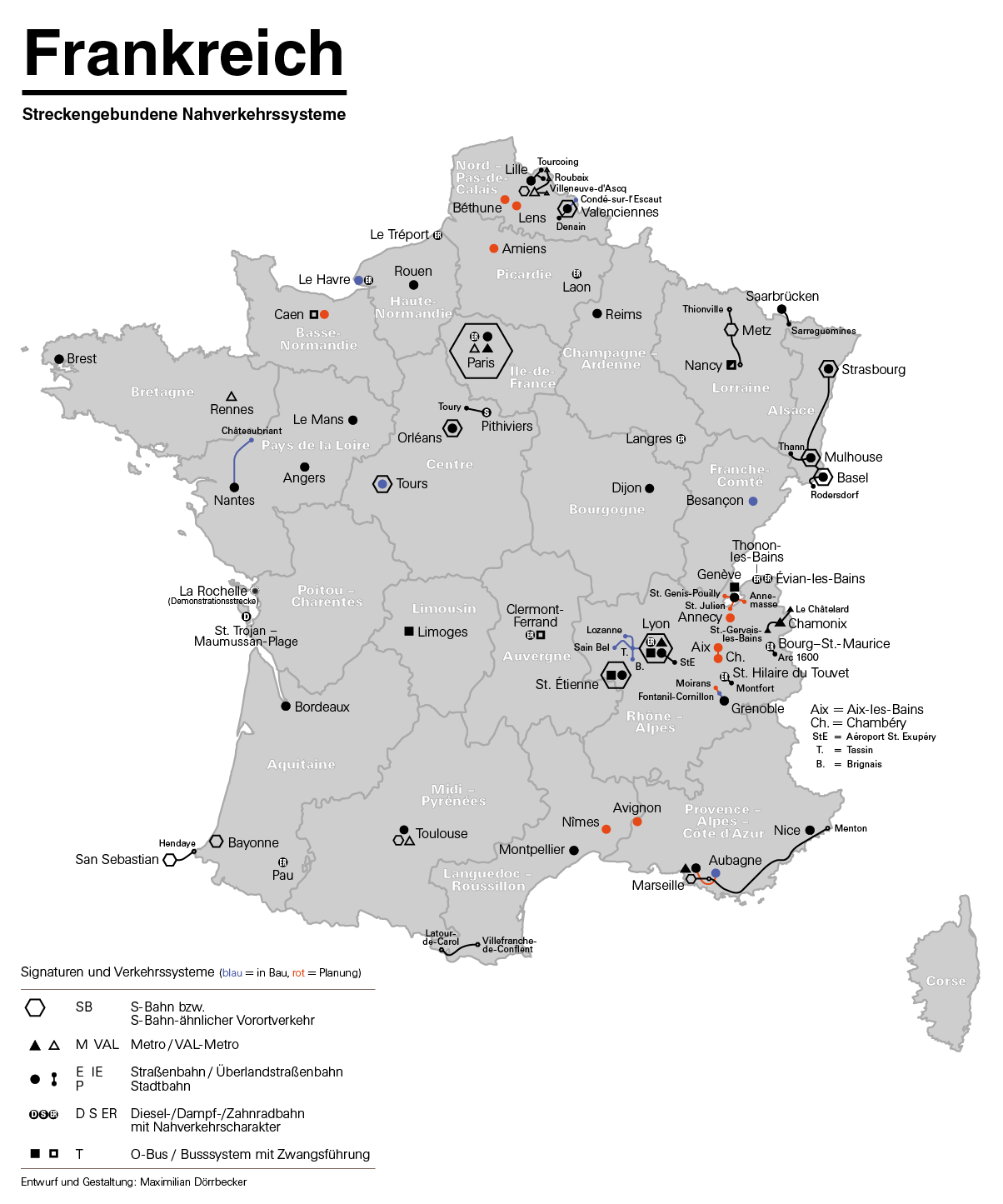
Kötött pályás városi és elővárosi közösségi közlekedési rendszerek Franciaországban (2006)

Az Európai Unió legnagyobb területű országa változatos földrajzi adottságokkal rendelkezik: magashegység, nagyméretű dombságok, hegységek és alföldek alkotják. Ebből következően a népsűrűség eloszlása igen egyenlőtlen. Franciaországra jellemző a nagy fokú urbanizáció, ami miatt a vasúti közlekedés leginkább a nagyvárosok összekötésére koncentrál, illetve Párizs környékének regionális közlekedésének ellátására. Az ország vasúthálózatának hossza 29 640 km, normál nyomtávolságú. A kétvágányú vonalak aránya igen magas, összesen 16 445 km hosszan épült második vágány. Franciaországban közlekednek a TGV villamos motorvonatok is, összekötve a francia nagyvárosokat és a környező országokat 2734 km hosszú nagysebességű pályával.

## A francia vasúti liberalizáció
Franciaország az Európai Unió nyugati országai között az egyik sereghajtó a liberalizáltság mértékét tekintve. Az állami Société Nationale des Chemins de fer Français (SNCF) társaság lényegében az egyetlen egyetemes szolgáltató az állami pályákon. Noha formálisan létrehozták a pályavasúti céget, Réseau Ferré de France (RFF) társaságot, ám az tulajdonjogilag továbbra is az SNCF része, és a köztük lévő kapcsolat miatt az államvasútnak beleszólása van az infrastruktúra működtetési és fejlesztési kérdéseibe.
Egyetlen magántulajdonú teherszállítást végző cég mégis van Franciaországban. Az országot Nagy-Britanniával összekötő vasúti alagút üzemeltetője 2004-ben hozta létre azt „Europort 2” néven. E cég kizárólag TERFN, azaz a nemzetközi teherszállítási folyosókon közlekedhet csak vonataival, de azokon is mindössze kombinált fuvarozást folytathat, lényegében tehát konténert és kamiont szállíthat.
E cég franciaországi viszontagságai kapcsán azonban betekintés nyerhető a hatóságok bürokratikus és kötekedő hozzáállásába. A legkisebb dolgok elintézése, engedélyezése is éveket vehet igénybe. Jó példa erre, hogy a többáramnemű villamosmozdonyok 1,5 éves engedélyezési eljárás után kaptak csak futásengedélyt, miközben a típus már évek óta kifogástalanul üzemel több (szomszédos) országban.
Újabb cégek megjelenése az elkövetkező két-három évben nem valószínűsíthető.

## Franciaország vasúti személyszállítása
Az SNCF vonatai 2003-ban 880 millió utast szállítottak. Ez mindössze fele a náluk kétszer sűrűbben lakott Németország hasonló adatának. Ennek ellenére a vonaton megtett 72 milliárd utaskilométer felülmúlja a „mindössze” 68 milliárdot teljesített németekét. Ez azt jelenti, hogy az átlag francia kétszer annyit utazik, mint a német. Ez egyértelműen a távolsági szállítás, azon belül is nagysebességű TGV vonatok népszerűségének tulajdonítható.
Az ország Európában elsőként kezdett bele nagysebességű vasúthálózat kialakításába. Az első vonalat 1981-ben adták át Párizs és Lyon között. Az új pályákra új járművek is készültek, melyek bő két évtizedre biztosították a francia vasúti járműgyártás megmaradását. Noha az ilyen infrastruktúra beruházásokat irdatlan költségek és gyakran a megtérülés reménytelensége jellemzi, a francia nagysebességű hálózat sikeresnek mondható. Ez főként annak köszönhető, hogy az ország nagyvárosai egymástól több száz km-es távolságban találhatóak, és viszonylag nagy közöttük az utazási igény. Külön előny, hogy a távolság sok esetben olyan optimálisnak bizonyult, hogy az mind a közúti, mind a légi közlekedéssel versenyképesnek bizonyult.
A TGV vonatok a számukra készült pályákon képesek végig száguldani az országon Lille és Marseille között, Párizs belvárosát a repülőtér felé elkerülve. A legutolsó vonal Párizs és Bordeaux között épült, melyet 2017 július 2-án adtak át.
A TGV nagy sikere oda vezetett, hogy a legnagyobb forgalmú viszonylaton immár nagysebességű emeletes vonat is közlekedik.
A TGV vonatok kényelmét hivatott szolgálni, hogy valamennyi vonat kötelező helybiztosítással közlekedik. Az ilyen rendszerek hátránya, hogy esetenként az előre helyet foglalók 10%-a nem utazik el időben, ami miatt üres helyek maradnak a vonatokon. Ami azonban az üres helynél is fájóbb: utasok maradhatnak le, mert elfogyott a helyjegy. E veszteséget csökkentendő a francia vasút nem a repülésben elterjedt túlfoglalást vezetett be, hanem a bérlettel(!), nagy fokú kedvezménnyel utazók részére nem adnak ki helyjegyet, ők a „fennmaradó helyeket” foglalhatják el. Amennyiben nem lenne szabad hely, akkor a folyosón lévő lehajtható pótüléseken vagy az étteremben utazhatnak. E rendszer olyannyira hatékony, hogy az indulás előtt 10 perccel is kapható helyjegy a szemlátomást 100% feletti kihasználtságú vonatra.
A leutazott, de kalauz által le nem kezelt menetjegyek visszaváltása Magyarországon jelentős bevétel-kiesést okoz a vasúttársaságnak. Franciaországban ilyen nincs. Minden állomásra jegykezelő készüléket szereltek fel, és felszállás előtt valamennyi (belföldi) vonatjegyet érvényesíteni kell. Ennek hiányában az egyébként érvényes jeggyel utazó utas jelentős büntetésre számíthat. További sikeres bevételt emelő eljárás, hogy sok esetben a kalauz, kapus vagy peronőr a felszállás előtt megnézi a vonatjegyet, ilyetén módon érvényes jegy nélkül a peronra sem lehet kimenni. Cserébe viszont a vonaton sokszor nem is nézik már meg a jegyet.
A francia államvasút élenjárt a távolsággal arányos menetdíj számítás felszámolásában. Tekintve, hogy jegykiadása 100%-ban számítógéppel kiadott viszonylatos jegyekre épül, így a gépek átprogramozásával „globáldíjat” vezettek be. Ez elsősorban a TGV vonatok utasait, kisebb részben a „Corail TÉOZ” márkanevű Párizs–Clermont Ferrand között közlekedő vonat és a „Corail Nuit” utasait érinti.
A TGV vonatok esetében megállapítottak külön magasabb csúcsidős, és alacsonyabb „egyéb” idejű árat a másodosztályon utazó utasok részére. Ez akár 25%-os különbség is lehet. Tekintettel arra, hogy a jelentős távolságokat megtevő vonatok kihasználtsága az útvonal során meglehetősen egyenetlen, így a kisebb forgalmú szakaszokon utazók fajlagosan olcsóbb jegyárakkal találkozhatnak, ezzel is növelve az utazási kedvet. A társaság ugyanis abban érdekelt, hogy a viszonylat teljes hosszán a lehető legnagyobb kihasználtságú legyen a vonat.
Mivel a nagysebességű vonatok hagyományos pályákon is közlekedhetnek, így a TGV vonatok Franciaország szinte valamennyi jelentősebb városába eljutnak. Ezzel ugyan átszállás nélküli kapcsolat jön létre a fővárossal, de az utolsó szakaszokon elég alacsony kihasználtsággal párosul. A hagyományos pályákon közlekedő vonatok jelentős veszteséget okoznak az SNCF-nek, így ezek közlekedtetése állandó vita tárgya. Díjszabási szempontból a TGV két pont között akkor globáldíjas, ha nagysebességű pályán is közlekedik. Aki csak normál pályán utazik vele – például a francia Riviérán –, annak csak a helybiztosítás 1,5 eurós költségével drágább, mint a többi vonat.
A hagyományos vonalakon közlekedő nagytávolságú vonatok Corail, a személyvonatok TER nevűek. A Corail vonatok közül csak az éjszakai „Corail Nuit” vonatokra lehetséges a helybiztosítás, de arra kötelező is.
Az ország mérete miatt több éjszakai vonat is közlekedik a hagyományos pályákon. A TGV hálózat hatására azonban például a Párizs–Marseille–Nizza vonalon csupán egyetlen, csak fekvőhelyes és hálókocsikból álló hagyományos vonat közlekedik. Így az éjszakai összeköttetés főleg kelet–nyugat irányban és Nizzából Strasbourg, Luxemburg felé jelentős.
A TER vonatok általában motor- vagy ingavonatként (egyik oldalon mozdony, a másikon vezérlőkocsi) közlekednek. A kihasználtságuk térben és időben nagyon eltérő lehet, ráadásul az Európában megszokott óránkénti közlekedéssel szemben csak napi néhány alkalommal járnak.
Jelentős a forgalom a legendás francia elővárosi hálózaton, a RER-en. Itt nemcsak az SNCF közlekedtet vonatokat, hanem az önkormányzati RATP társaság is a saját pályáin. A hálózat hatalmas forgalmat bonyolít, több esetben emeletes vonatokkal. Itt építették ki Európában az első teljes egészében automata beléptető rendszert, az állomások majd mindegyikén. Ez ugyan kijátszható, de azt könnyen észrevehetik.

### Hely- és pótjegy váltása
A nagysebességű járatok és a Corail Téoz vonatok kötelező helyjegyesek, de helyesebb úgy fogalmazni, hogy ezeknél a repülőjáratokhoz hasonló jegyváltási rendszer van, időszakonként és vonatonként különböző árakkal és kedvezményes jegyekkel – ezek helyjegyet is tartalmaznak. A Corail Intercités járatokra helyjegy váltható, de kérhetünk helyfoglalás nélküli „nyitott” jegyet is, pótjegy nincs.

## Francia vasúti árufuvarozás
A lényegében monopolhelyzetű állami vasútvállalat 120,7 millió tonna árut szállított 2003-ban. Ez 5,5%-os visszaesés 2002-höz képest. Ez a közúti szállítás növekvő volumene mellett azt is jelenti, hogy a 2001-ben meglévő 14,3%-os vasúti részarány rohamosan csökken. Mivel e csökkenő tendencia 1998 óta tart, és egyre gyorsul az üteme, ez súlyos gondokat jelez az SNCF háza táján. Ilyen helyzetben érthetetlen, hogy a vasutas szakszervezetek nyomása miatt miért ragaszkodik annyira a francia állam a monopolhelyzet fenntartásáért.
Az állam a monopolpiacon érdekes módszert választott arra, hogy árufuvarozó cégét előnyhöz juttassa, rejtett támogatásba részesítse. A pályahasználati díjat a teherforgalom esetében a városközi személyvonatok díjának harmadában állapította meg. Ez példátlanul nagy különbség az európai gyakorlatban.
Van az országban néhány olyan vasútvonal, melyen kizárólag teherforgalom bonyolódik, és nem az SNCF fennhatósága alatt áll. Ezek legjelentősebbjén a marseille-i kikötő és Avignon közötti 52 km-es vonalon 1 millió tonna nyersolajat szállítanak.
Néhány helyen a mellékvonalak és iparvágányok kiszolgálását leányvállalatokhoz szervezték ki. Ezzel ki is merült az SNCF áruszállító részlegének átláthatóbbá tétele.
Néhány vasúti járműjavító, pályafenntartó cégnek van pár vonató és vontatott járműve, amelyekkel ki is merészkednek az SNCF hálózatára, de azon külső fél számára szolgáltatást nem nyújtanak.

## Nemzetközi szállítás
Franciaország nyugat-európai viszonylagos központi fekvését a vasúti teher- és személyszállításban több tényező ellensúlyozza, ami miatt teljesítményein az ország földrajzi helyzete nem látszik meg. Az ország és szomszédai gazdasági nagysága ellenére az országhatárt vasúton átmenő 42,3 millió tonnás volumen nem tűnik kiemelkedően jó teljesítmények.
Nagy-Britannia felé a Csalagút megépítéséig lényegében nem volt közvetlen vasúti személy- és áruforgalom. Az alagút megnyitása óta pedig az ottani forgalom nem az SNCF adatait javítja. Az alagút két bejárata között közlekedő „Shuttle” vonatok 2002-ben 2,4 millió személygépkocsit és 1,2 millió teherautót szállítottak át a csatorna alatt. A teherautó forgalom folyamatosan nő, míg a személykocsi forgalom 1998 óta 1 millióval csökkent, melyek újra a kompoznak (mivel olcsóbb), illetve utasaik az egyre olcsóbb repülést választják. A London–Párizs és Brüsszel közötti Eurostar vonatok 6,6 millió főt visznek évente, míg a tehervonatok alig 1,5 millió tonnát (főleg konténerben). A teherforgalom 1998-hoz képest a felére esett vissza, amit csak részben ellensúlyoz, hogy az átvitt teherautók száma ez idő alatt a duplájára nőtt.
A vegyes üzemi adatok a magántőkéből épült alagút eredményeire is rányomták a bélyeget. A befektetők, részvényesek 2003-ban 1,85 milliárd eurós veszteséggel voltak kénytelenek szembe nézni. Ez hatalmas pofon, hiszen 2002-ben még fél milliárd volt a nyereség. Nem lenne meglepő, ha az alagút francia és angol állami tulajdonba kerülne vissza. Az már biztosnak tűnik, hogy jó ideig nem épül magántőkéből Európában infrastruktúra, csak PPP programon belül. A befektetők élénken emlékezni fognak arra, hogy a brit pályavasúti cég és az Eurotunnel részvényeivel csúnyán megégették magukat.
A PPP programok rengeteg kockázati tényezőt hordoznak magukban. A kivitelezés költségének nehéz felmérhetősége, a forgalom nagyságának megbecsülhetetlensége, a vasúti szállítások, utazások relatíve könnyű elkerülhetősége miatt a magántőke az infrastruktúrális beruházások közül a vasúti beruházásokat kedveli legkevésbé.
Spanyolország felé a két nagy vasúti határállomáson, a Pireneusok két szélén, mindössze évi 4,2 millió tonna áru kel át. Ez igen kevés. Főleg, ha hozzátesszük, hogy ennek jelentős része állítható nyomtávú tehervagonon Ibériából Nyugat-Európába szállított gyári, 0 km-es személygépkocsiból áll. Az átrakási tevékenység nyomokban is alig látszik a két határállomáson, és a tengelyátszerelő műhely környékén sem sok teherkocsi tartózkodik. Az EU statisztikai hivatalának kiadványában szereplő 4,2 milliós adatot is fenntartással kell kezelni. A RENFE kimutatásai szerint ők évi 4,5 millió tonna árut szállítanak nemzetközi forgalomban. Noha a portugál hálózat is széles nyomtávú, a két ország között említésre is alig méltó 0,3 millió tonna adódna csak évente! A portugál – és szintén monopol helyzetű – CP azonban 0,8 millió tonnáról tud, ezt a csekély mennyiséget is négy határátmeneten hozzák össze. Így vélelmezhető, hogy a Pireneusokon át Francia- és Spanyolország között 3,5 millió tonna utazhat legfeljebb évente vasúton, a GYSEV teljesítményének alig fele…
Annak jellemzésére, hogy a Pireneusokban a vasúti szállítás mennyire jelképes, néhány adat: közúton napi 19 183 teherautó és 100 ezer személygépkocsi megy át a határon. Az évi hét millió teherautó mindegyikét csak 500 kg-mal kellene jobban megrakni, és a vasúti árufuvarozás el is tűnne. A forgalom egyébként évről évre dinamikusan növekszik, 1997-ben még csak mindössze 13 ezer teherautó járt erre naponta. Öt év alatt számuk 50%-kal nőtt, miközben a vasút teljesítménye minimálisan csökkent, a növekvő forgalomból nemhogy többet, de kevesebbet szállítva el…
A személyszállításban hasonlóan siralmas a helyzet. Barcelona és Montpellier között naponta két közvetlen vonat közlekedik. Ehhez jön három igen borsos árú „Trenhotel Elipsos” vonat Párizs, Zürich–Milánó felől Barcelonába, illetve Madridba. Ezen kívül átszállásos kapcsolatok vannak, botrányos csatlakozásokkal, csatlakozásmulasztást okozó jelentős késésekkel.
A spanyol–francia vasúti forgalmat alapjaiban változtathatja meg a 2001 novemberében aláírt államközi egyezményben foglaltak megvalósulása, melyben a felek a Madrid–Barcelona, illetve a Montpellier–Párizs közötti normál nyomtávolságú nagysebességű vonalakat kötnék össze. Ez a 714 millió eurós, az EU anyagi támogatását is élvező terv érdekessége, hogy a készülő nagysebességű vonalon teher- és személyszállítás is történne majd.
Olaszország felé az Alpok áttörése okoz nem kevés gondot a teherszállításban. Egy emlékezetes alagúttűz után az egyik autópályát e szakaszon évekre lezárták. A Lyon–Torino vonal legnagyobb hibája, hogy a francia szakasz jelentős részén mindössze egyvágányú és alacsony kiépítési sebességű. Az olasz szakaszon nem kevés átalakítással jelentős nyomvonal korrekcióval és alagútépítéssel kétvágányúra bővítették a teljes vonalat. A kapacitás bővítésére a francia oldalra egy jelentős hosszúságú alagút építése is felmerült. A RoLa forgalom bővítése azonban már most zajlik. A forgalom a RoLa-vonaton már csak azért is biztosnak tűnik, mert a veszélyes hegyi autópálya szakasz és a Fréjus közúti alagút útdíja (202-214 euró) közel egyenlő a RoLa vonat árával (290 euró). E tevékenységbe a napi három Lyon–Milano nappali TGV és egy-két éjszakai EuroNight vonat aligha zavar majd bele. Így a mai 8,6 millió tonna itt átáramló árumennyiség a 25,4 milliós közúti mennyiség rovására valószínűleg nőni fog. Az évi közel másfélmillió darab „nehézteherautó” egy részének eltűnése az alpesi utakról a környezeti terhelésének jelentős csökkenésével is jár.
A tengerparti vonallal fordított minden szempontból a helyzet. A Riviérán igen nagy a személyforgalom. A francia szakasz ugyan végig kétvágányú, az olasz szakasz azonban jelentős részében csak egy. Ez az összeköttetés ráadásul majdnem egy évig le volt zárva Monaconál a vasúti alagút életveszélyessé válása miatt. Itt a teherforgalom az alagút megnyitása után is jelképes, alig két-három pár naponta. A Nizza–Torino szárnyvonalon pedig sem személy, sem áruforgalomból nincs említésre méltó mennyiség a nemzetközi forgalomban.
Svájccal hét helyen is van kapcsolata a francia hálózatnak. Ezek legjelentősebbjei a genfi és a bázeli összeköttetések. A TGV vonatok Zürichig is eljárnak, és a forgalom fejlesztése folyamatosnak mondható. A hagyományosan kimagasló eredményű svájci vasúti személy- és árufuvarozási részarány a határon túlra is „kisugárzik”.
Németország felé a jelentős közös határhossz ellenére mindössze négy határátmenet van. Ezek regionális és távolsági személyforgalmat és nagy távolságú (konténeres) teherforgalmat bonyolítanak le.
Luxemburg önálló vasútja ellenére szervesen kapcsolódik a francia hálózathoz. Nem véletlen, hogy a kis állam teherforgalma szinte kizárólag tranzit szállításokat végez.
Belgium felé a személyszállítás jelentős része a Thalys nagysebességű vonatokon bonyolódik le. A viszonylat érdekessége, hogy a két fővárost végig nagysebességű vonal köti össze. Ez egyelőre példátlan az európai hálózaton.

## Vasúti szabályzó hivatal
2008-ban a francia kormány elhatározta, hogy felállít egy hivatalt, amely felelős, és biztosítja a francia vasút hálózatához megkülönböztetés nélküli hozzáférést. Mindeközben Franciaországban számos szabad hozzáférésű áruszállítási üzemeltető dolgozik, de a nemzetközi személyszállítási piacot csak 2010 januárjában nyitják meg.
Az új vasúti szabályzó hivataltól elvárják, hogy 2009 első felében a parlamenttel fogadtassák el munkájukat. Hét felügyelő lesz, akiket hét évre választanak meg, és kb. 60 fős kiszolgáló személyzet. Éves szinten 8 millió euró áll rendelkezésükre.
Ugyanennyi pénzt szánnak egy úgynevezett rövidtávolságú áruszállítási hivatal felállítására, ahol az üzemeltetés- és az infrastruktúra-menedzsment együtt dolgozik, korlátozott méretekben. A cél, hogy a kis távolságú áruszállítást versenyképessé és nyereségessé tegyék.

## Vasúti kapcsolata más országokkal
- Belgium – azonos nyomtáv, eltérő áramrendszer 25 kV 50 Hz AC / 3 kV DC (a nagysebességű vonal Brüsszelbe azonos áramrendszert használ)
- Németország – azonos nyomtáv, eltérő áramrendszer 25 kV AC / 15 kV 16,7 Hz AC
- Egyesült Királyság a Csatorna-alagúton keresztül, azonos nyomtáv, – azonos áramrendszer 25 kV AC
- Olaszország – azonos nyomtáv, eltérő áramrendszer 25 kV AC/3 kV DC (a nagysebességű vonal azonos áramrendszert használ)
- Luxemburg – azonos nyomtáv, azonos áramrendszer
- Monaco – azonos nyomtáv, azonos áramrendszer
- Svájc – azonos nyomtáv, eltérő áramrendszer 25 kV AC vagy 1,5 kV DC / 15 kV AC
- Spanyolország – eltérő nyomtáv 1435 mm / 1668 mm, eltérő áramrendszer 1,5 kV DC / 3 kV DC, de azonos nyomtáv is, azonos áramrendszerrel
- Andorra – az országban nincs vasút